# Алфонс Кьониг
Алфонс Кьониг (на немски: Alfons König) е немски офицер, служил по време на Първата и Втората световна война.

## Биография

#### Ранен живот и Първа световна война (1914 – 1918)
Алфонс Кьониг е роден на 22 декември 1898 г. в Мюнхен, провинция Бавария, Германска империя. През 1914 г. се присъединява към армията от планински-пехотен батальон. Участва в Първата световна война и след нея напуска армията.

##### Междувоенен период
През 1937 г. постъпва в службата на Вермахта със звание лейтенант от резерва. Две години по-късно се издига до старши лейтенант и командир на пехотна рота.

#### Втора световна война (1939 – 1945)
В началото на Втората световна война участва в Полската и Френската кампания (1939 – 1940).

##### Германо-съветски фронт
От 22 юни 1941 г. се сражава в боевете за Украйна със звание капитан, командващ батальон от 57-а пехотна дивизия.
През февруари 1943 г. е награден с Дъбовите листа към Рицарския кръст за отбраната в района на Харков. Няколко месеца по-късно е командир на 199-и гренадирски полк. Издигнат е в звание подполковник.

##### Смърт
Убит е при опит за пробив на Бобруйския котел на 8 юли 1944 г. Произведен е посмъртно в чин полковник.

## Военна декорация
| - Германски орден „Железен кръст“ (1914) – II (?) и I степен (?) - Германски орден „Кръст на честта“ (?) - Германски орден Железен кръст (1939, повторно) – II (?) и I степен (?) - Германска „Пехотна щурмова значка“ - Германски медал „За зимна кампания на изтока 1941/42 г.“ | - Рицарски кръст с дъбови листа и мечове - Носител на Рицарски кръст (21 декември 1940) - Носител на Дъбови листа № 194 (21 февруари 1941) - Носител на Мечове № 70 (9 юни 1944) |